# Sarothrias audax
Sarothrias audax är en skalbaggsart som beskrevs av Stanislaw Adam Ślipiński och Ivan Löbl 1995. Sarothrias audax ingår i släktet Sarothrias och familjen Jacobsoniidae. Inga underarter finns listade i Catalogue of Life.